# آخرین شانس هاروی
آخرین شانس هاروی (به انگلیسی: Last Chance Harvey) فیلمی است محصول سال ۲۰۰۸ و به کارگردانی جوئل هاپکینز است. در این فیلم بازیگرانی همچون داستین هافمن، اما تامسون، کتی بیکر، جیمز برولین، لیان بالابان، دانیل لاپاین، ریچارد شیف ایفای نقش کرده‌اند.